# Седларево
 Тази статия е за селото в България.  За селото в Северна Македония вижте Седларево (Община Желино).  
Седлàрево е село в Югоизточна България, община Котел, област Сливен.

## География
Село Седларево се намира на около 21 km източно от областния център град Сливен, около 25 km юг-югоизточно от общинския център град Котел и около 33 km западно от град Карнобат. Разположено е в Източна Стара планина, в източната част на нейния дял Гребенец, в малката долина на река Седларска – десен приток на река Мараш. Наклонът на терена в селото е предимно на изток-югоизток, а надморската височина в центъра е около 445 m.
През Седларево минава общински път, водещ на юг до връзка с първокласния Подбалкански път, а на изток – до връзка с първокласния Републикански път I-7. Двата републикански пътя се пресичат на 8 – 9 km югоизточно от селото в пътния възел Петолъчката.
С геоложката структура и морфоложкото развитие са свързани медните залежи между Седларево и Горно Александрово. Днес те не се експлоатират, но легенда разказва, че в старо време в Седларево е имало 70 бакърджийници, които използват тези залежи за медна суровина.
По билото на Гребенец, което минава северно от Седларево средните януарски температури са отрицателни, а в селото около 0° C. Средната юлска температура е между 17 – 23° C. Годишните валежи са между 620 и 750 – 800 mm. Климатът е умерено-континентален със средиземноморско влияние. Зимата е мека и кратка, а лятото прохладно.
Преобладават северозападните ветрове, но духат често и от североизток. Характерният за Сливенско силен вятър „Бора“ духа и в Седларево. Спуска се с твърде голяма сила по южния склон на Гребенец. Както в Сливенско, така и тук по покривите над керемидите са поставени камъни и циментови диреци (стълбчета).
Селският дол се подхранва от три постоянно течащи чешми с чучури – чешмата сред селото, Баба Куна в източния край и чешмата срещу двора на Иван Тодоров. Извън селото има още няколко чешми – в местностите „Караиваница“, „Беленица“, по шосето за с. Трапоклово и други. Северно от билото на Гребенец валежната и изворна вода отива в р. Мараш, а южно от билото – в селския дол и оттам чрез река Седларска в река Мараш.
В землището на Седларево преобладават канелено-горските почви. При торене и добра обработка те са подходящи за отглеждането на житни и фуражни култури, за лозя и овощни насаждения.
Северно от билото планинските склонове на Гребенец са обрасли с хубави дъбови гори, прошарени с изкуствени иглолистни насаждения – мише, цер, клен, воден габър, бор, ела, смърч и др. По южните склонове преобладава келевият габър.
По билото и склоновете на планината Гребенец има хубави пасища. Те спомагат за развитие на скотовъдството – най-вече на овцевъдството, на козевъдството, черната източнобалканска свиня. Голямо богатство са билките – мащерка, жълт и червен кантарион, бял равнец, лайка, мента, татул, тетра и др.
Диворастящите плодни дървета са друго природно богатство – диви круши, киселици, шипки, глог, дренки, лешници. Разнообразни са гъбите: печурки, манатарки, пачи крак и други.
Седларевските гори са богати и на дивеч. Те се обитават от сърни, елени, диви свине. От хищните се срещат лисици, чакали, рис, пор и др. Вълците, които в миналото са голяма напаст за домашните животни са изчезнали. В храстите, нивите и лозята се крият зайци, яребици, пъдпъдъци. Дивечът е обект на ловуване от ловните дружини на Сливен, Трапоклово, Пъдарево, Мокрен и селата южно от Гребенец планина.

## История
След Руско-турската война (1877 – 1878 г.), по Берлинския договор от 1878 г. селото остава в Източна Румелия, присъединено е към България след Съединението 1885 г.
При преброяването на населението на Княжество България през 1893 г. (първо след връщането на селото в България) селото е посочено с име Селдарево. Не е намерена информация кога и как Селдарево е преименувано на Седларево, с което име селото е посочено при преброяването през 1900 г.
Не е известно кога е създадено Седларево, но от исторически паметници край него, летописната книга на училището и разкази на възрастни хора се разбира, че е старо селище. Възниква южно от крепостта „Градището“. В далечното минало селото е било голямо. Жителите му разработват медното находище между Седларево и Горно Александрово и както се казва в поверието създават 70 казанджийници/бакърджийници. Според предание селото се създава след голямото изселване на Сливенско в Русия през 1830 г. При това изселване с. Матей изчезва (това е местност, която се намира западно от Седларево и северно от село Глушник; през епохата на турското робство в тази местност е имало село с името Матей). Една част от населението му емигрира в Русия с армията на Дибич Задбалкански, а друга се заселва в селата на Сливенско – Тополчане, Калояново, Глушник, Жельо Войвода, Седларево, Ичера. Стари хора твърдят, че Седларево е основано от около 15 семейства на село Матей, заселили се в Сливенско предвождани от възрастна жена, известна с името баба Куна.
През Средновековието край селото е построен манастирът „Св. Филип“ и църква в двора му. През епохата на турското робство манастирът и църквата са изгорени.
През епохата на турското робство Седларево не е било войнишко село. Не е известно от селото да е имало хайдути и войводи на хайдушки дружини. Северозападно от селото е хайдушкото сборище „Рамадана“. Западно и източно от Седларево стават важни хайдушки сражения с турски потери. Поддържани са връзки с четите на Панайот Хитов, Хаджи Димитър и Трифон войвода. Укривани са хайдути, подкрепяни са с храна и дрехи.
В „Моето пътуване до Стара планина“ Панайот Хитов казва: „Най-ближните села, които се намираха до нашето зимовище бяха Каваклие (дн. Тополчане), Калаяново (Калояново) и Глушник. На север под планината Гребенец се намира Седларево. Ние си бяхме направили колиба на онова място, което е нарича Рамадана. Това място е непроходимо.“ В книгата Хитов споменава за сражение на четата на Трифон войвода и знаменосеца му Добри с турска потеря между Седларево и Горно Александрово.
След Освобождението около 1884 – 1885 г. неизвестен автор прави описание на селата в тогавашната Котелска околия в това число и на село Седларево:
„Село Седларево се намира на юг 6 1/2 часа път от Котел. То се състои от 15 къщи, 9 семейства 43 жители, от които 21 мъже и 22 жени, православни българи. Имат само едно училище, съградено на 1883 г. с 2 стаи, което твърде добре отговаря на хигиеническо отношение, то се посещава от 9 ученика и 1 учител, който твърде добре отговаря на обязаностите си; всичките деца на задължително обучение са 25.
Жителите на това село се занимават със земеделие и скотовъдство, работна земя имат 193 увтара, която произвежда 640 кила храна; едър добитък имат 146 глави и дребен – 1453 глави. Променение в годината стават по една сватба, 7 родени и 3 мъртви. В това село се е забелязало, че владее най-чудната красота на женския пол.“

### След Освобождението и съвременен облик
През епохата на османското робство в Седларево не е имало турци и след Освобождение няма масово изселване и заселване на нови жители. Търсейки по-хубава земя и по-доходен поминък отделни семейства от Седларево мигрират в съседни села – Пъдарево, Мокрен, Ново село, Горно Александрово, Трапоклово, Стралджа. От естествен и действителен прираст населението нараства. През 1934 г. къщите в Седларево стават 60 с 338 жители, а през 1956 г. – 80 къщи с 512 жители.
И през епохата на турското робство, и след Освобождението до Втората световна война селото се свърза със съседните села (Мокрен, Ново село, Пъдарево, Горно Александрово, Трапоклово) с коларски пътища и пешеходни пътеки. Пътищата са лоши и неудобни. През 60-те години на ХХ век е трасиран и чакалиран пътят Седларево – Конак Тарла. Това става, когато кметски наместник (пълномощник) на селото е Иван Жечков и председател на ТКЗС е Въльо Вълев. Средставата са осигурени от предстедателя на Народното събрание на Народна Република България Димитър Ганев от с. Градец, бивш учител в Седларево. През 70-те години на ХХ век пътят Седларево – Конак Тарла и улиците в селото са асфалтирани.

## Население
Населението на село Седларево наброява 372 души при преброяването към 1934 г. и 394 към 1946 г., намалява до 69 към 1992 г. и 36 (по служебен документ на Националния статистически институт) към 2021 г.
При преброяването на населението към 1 февруари 2011 г., от обща численост 38 лица, за 35 лица е посочена принадлежност към „българска“ етническа група, а за принадлежност към „турска“, „други“ и „не се самоопределят“ не са посочени данните.

## Културни и природни забележителности
В началото на селото има малка чешма, наречена „Баба Куна“, на името на бабата показала на строителите откъде да премине пътя на водата да слезе от планината до селото.
Има много интересни пътеки за излет в планината:
- една от тях води до голяма скала с много дупки наречена местността „Орлетата“;
- друга води до местност, наречена Маркова грамада, за която се казва, че Крали Марко е стъпил там когато е скочил с коня си от Бакаджиците (местност до гр. Ямбол) – има следа от огромно ходило и копито. Според друга легенда при свада майката на Крали Марко го замерва с кросното на тъкачния стан. Той скача, за да избегне удара и ботушът му се забива в скалата. Стари хора казват, че недалеч от Маркова грамада в местността „Гърлото“ някога е имало тухларница. В нея се изпичали турски керемиди.

## Крепости

### Крепост Шейтан кале
Късноантична крепост Шейтан кале се намира на 3 km северозападно по права линия от центъра на село Седларево, срещу водослива на река Марешка, с левия и приток река Тръстеник. Изградена е върху възвишение, от всички страни защитено от стръмни скатове спускащи се към река Марешка и един неин безименен десен приток. От към югозапад тясна седловина свързва укреплението с останалия свят. Крепостта има неправилна форма с размери: дължина 94 m, ширина от 10 до 61 m и площ от 3.8 дка. Крепостната стена е изградена от камъни от дребнозърнес, песъчлив варовик по способа суха зидария, но в момента се проследяват под формата на разсип, като само на някой отделни места са се запазили част от зидовете на височина от 0.35 m. На 8 m пред западния зид е издълбан ров с ширина 8 m и запазена дълбочина от 3 m. Обекта има една порта разположена в средата на западната стена и фланкирана от правоъгълна кула издадена пред лицето на куртината с размери 10×6 m. В югозападния ъгъл на крепостта има следи от още една кула издадена пред куртината с неясен профил. На северозападния ъгъл на крепостта също се забелязват следи от кула, която най-вероятно е била вътрешна за укреплението. Стар път над потока Червеняшки дол свързва крепостта с билото на планината. Укреплението е служело за защита на Марешкия проход, да контролира пътищата по реките Марешка и Тръстеник и да брани северния подстъп към „Злото кале“.

### Крепост Градище
Крепост Градище се намира на връх „Куклата“, на 1.04 km северозападно по права линия от центъра на село Седларево. Крепостта е изградена на скалист връх, с непристъпен склон откъм югоизток и стръмни склонове от другите страни. Крепостта е с приблизителни размери 110х60 m.
В наши дни има останки от крепостта – камъни, тухли, вар. Стари хора казват, че в крепостта са намерени златни монети, сребърни накити и др.

## Манастирът
Северно от Седларево над двора на Иван Жечков е местността Манастирът, в която има останки от манастира „Свети Филип“, изграден вероятно през XIII или XIV в., когато в Сливенско е имало 24 манастира и Сливен е наричан „Малката Света гора.“ До началото на 40-те години на миналия век стените са се издигали на около метър и половина над земята. Впоследствие камъните са иззети от селяните за строеж на къщи и огради. Сега основите са почти заличени. Наоколо са разпръснати камъни, тухли, вар.
Манастирът „Свети Филип“ бил дълъг 21 метра и широк 12 метра. Олтарът бил широк около 3 метра. В двора на манастира имало църква. В нея са намерени железен кръст, златни и сребърни монети. Манастирът и църквата били опожарени.